# Клишоногий бакалійник
«Клишоногий бакалійник» (англ. The Club-Footed Grocer) — роман шотландського письменника Артура Конан Дойла. Був вперше опублікований в журналі the Strand magazine.

## Сюжет
Це коротка розповідь про людину дев'ятнадцятого століття, який пішов, щоб допомогти своєму багатому дядьку, котрий був колись бакалійником, і також торгує ювелірними виробами та дорогими артефактами. Оповідач не знає, чому він вирішив допомогти своєму дядькові. Та коли він прибуває то виявляє, що його дядько знаходиться під серйозною загрозою смерті від тих, хто хоче щось, чим дядько володіє.